# Rock Creek (Palouse River)
Der Rock Creek ist ein 85 km langer rechter Nebenfluss des Palouse River im Südosten des US-Bundesstaates Washington.

## Flusslauf
Der Rock Creek hat seinen Ursprung im Lower Pine Lake, einem kleinen Stausee, 30 km südsüdöstlich der Stadt Spokane im Turnball National Wildlife Refuge. Er durchfließt das nördliche Columbia-Plateau in überwiegend südwestlicher Richtung. Am Oberlauf befindet sich der kleine Stausee Chapman Lake. Nach 15 km erreicht er das Nordostende des 7 km langen Bonnie Lake. Unterhalb des Sees fließt der Rock Creek 5,4 km in südwestlicher Richtung, bevor er in das Nordostende des 11,6 km langen Rock Lake mündet. Oberhalb der Einmündung trifft der Pine Creek von links auf den Fluss. Das Flusstal zwischen den beiden Seen trägt die Bezeichnung Hole in the Ground. Es entstand genauso wie die beiden Seen während den Missoula-Fluten am Ende der letzten Kaltzeit vor etwa 10.000 Jahren.
Unterhalb des Rock Lake strömt der Rock Creek 10 km nach Südwesten, anschließend 10 km nach Westen und schließlich die letzten 25 Kilometer nach Süden. Der Rock Creek mündet schließlich 10 km westlich von Winona in den Palouse River. Das Einzugsgebiet des Rock Creek umfasst 2471 km². Es weist geringe Niederschläge auf. Entlang dem Flusslauf findet streckenweise bewässerte Landwirtschaft statt.